# Pozorrubielos de la Mancha
Pozorrubielos de la Mancha är en kommun i Spanien.   Den ligger i provinsen Provincia de Cuenca och regionen Kastilien-La Mancha, i den centrala delen av landet, 180 km sydost om huvudstaden Madrid. Antalet invånare är 288. Arean är 73 kvadratkilometer. Pozorrubielos de la Mancha gränsar till Alarcón, Valhermoso de la Fuente, Motilla del Palancar, El Peral, Villanueva de la Jara, El Picazo och Tébar. 
Terrängen i Pozorrubielos de la Mancha är platt.